# Hermann Meyer-Rabingen
Hermann Meyer-Rabingen (właściwie Johann Hermann Meyer-Rabingen; ur. 1887 w Rotenburgu, zm. 1961 w Melle) – niemiecki generał dywizji (niem. Generalleutnant).
Podczas inwazji Niemiec na Grecję i Jugosławię (Plan Marita) w 1941 dowódca 157 Dywizji Piechoty (niem. 157. Infanterie-Division) LII Korpusu Armijnego (52. Armeekorps), wchodzącego w skład 2. Armii Rezerwowej (2. Reserve-Armee).
21 stycznia 1942 otrzymał Krzyż Rycerski Krzyża Żelaznego (Ritterkreuz des Eisernen Kreuz). Miał także wiele innych odznaczeń.
Od 20 września 1942 do 20 czerwca 1944 dowódca 159 Rezerwowej Dywizji Piechoty (159. Reserve-Infanterie-Division).
Od 1 do 12 lutego 1945 dowódca Dywizji Fortecznej Frankfurt nad Odrą (Festungs-Division Frankfurt/Oder), potem ponownie dowódca 404. Dywizji Piechoty.
Został pochowany na cmentarzu w Eutin wraz z żoną Elisabeth.

## Odznaczenia
- Krzyż Żelazny II Klasy z Okuciem Ponownego Nadania[2]
- Krzyż Żelazny I Klasy z Okuciem Ponownego Nadania[2]
- Krzyż Honorowy dla Walczących na Froncie[2]
- Krzyż Rycerski Krzyża Żelaznego (12 stycznia 1942)[2]